# Le Château de l'horreur
Pour plus de détails, voir Fiche technique et Distribution.
Le Château de l'horreur (titre original : Terror! Il castello delle donne maledette) est un film italien réalisé par Dick Randall, sorti en 1974.

## Synopsis
Le descendant du comte Frankenstein récupère le cadavre d'un troglodyte survivant dans des grottes avoisinantes et qui a été lynché par la foule. Pour lui redonner vie, il a besoin d'organes prélevés sur un corps fraîchement décédé. Aidé par ses serviteurs il déterre le corps d'une jeune femme, puis opère et réussit une transplantation, la créature reçoit le nom de Goliath. La police prévenue de la profanation de sépulture retrouve près de la tombe l'empreinte d'une chaussure de petite pointure, les soupçons se portent naturellement sur Genz, le serviteur nain de Frankenstein. Parallèlement le comte reçoit la visite de sa fille et de son futur gendre, ils sont accompagnés de Krista, une amie de sa fille. Il y a plusieurs sous intrigues : une idylle entre Krista et le comte Frankenstein, une histoire d'adultère au sein de la domesticité, et le comportement de Genz, voyeur compulsif et curieux maladif. Ce dernier finit par excéder le comte Frankenstein qui le congédie, il erre dans les cavernes où il fait la rencontre de Ook, un autre troglodyte, ils fraternisent mais kidnappent, violent et tuent une jeune fille. Krista voulant profiter des sources chaudes des cavernes se fait surprendre par Ook qui la retient prisonnière. Genz revenu au château libère Goliath qui commet un massacre parmi la domesticité avant de prendre la fuite. Frankenstein le rattrape et tente de le persuader de rentrer mais Goliath le tue, puis tue le majordome. Kreegin, le seul serviteur survivant prévient la police qui accompagné de la foule des villageois cerne les cavernes. Goliath et Ook se battent et Ook est tué tandis que Genz libère Krista. Malgré les protestations de la police et de la famille de Frankenstein, Goliath est brulé vif par la foule.

## Fiche technique
- Titre : Le Château de l'horreur ou Le Château de Frankenstein
- Titre original : Terror! Il castello delle donne maledette
- Titre international : Frankenstein's Castle Of Freaks
- Réalisation : Dick Randall
- Scénario : Mark Smith, William L. Rose, Roberto Spano et Mario Francini (non crédité)
- Production : Robert Oliver, Oscar Brazzi, Dick Randall et G. Robert Straub
- Musique : Marcello Gigante
- Photographie : Mario Mancini
- Montage : Enzo Micarelli
- Direction artistique : Mario Ciccarella
- Pays d'origine : Italie
- Format : Couleurs - 1,77:1 - Mono - 35 mm
- Genre : Horreur, science-fiction
- Durée : 89 minutes
- Dates de sortie : 19 février 1974 (Italie), 26 mars 1975 (France)

## Distribution
- Rossano Brazzi : le comte Frankenstein
- Michael Dunn : Genz, un serviteur du comte
- Edmund Purdom : le préfet Ewing
- Gordon Mitchell : Igor, un serviteur du comte
- Loren Ewing : Goliath, le monstre
- Luciano Pigozzi : Hans, le majordome du comte
- Xiro Papas : Kreegin, un serviteur du comte
- Salvatore Baccaro : Ook, l'homme des cavernes
- Simonetta Vitelli : Maria Frankenstein
- Eric Mann : Eric
- Laura De Benedittis : Valda, une domestique du comte
- Robert Marx : le détective Koerner
- Christiane Rücker : Krista Lauder, l'amie de Maria Frankenstein
- Annamaria Tornello : Jenny Hansen, la victime du viol
- Alessandro Perrella : le docteur
- Mike Monty

## Autour du film
- Sorti en salles sous le titre Le Château de l'horreur, il fut par la suite exploité en vidéo sous celui du Château de Frankenstein.
- Unique film réalisé par Robert H. Oliver, certains pensent qu'il s'agit d'un pseudonyme utilisé, soit par le producteur Dick Randall, soit par Oscar Brazzi. Le fait que le comte Frankenstein soit interprété par le frère de ce dernier étayerait cette hypothèse[1].